# Otto-Ton
Otto-Ton hieß ein Tonverfahren, das der österreichische Filmpionier, Regisseur und Erfinder Hans Otto Löwenstein in den späten 1920er-Jahren vorstellte. Es handelte sich um ein Nadeltonsystem, d. h. der Ton wurde auf Grammophonplatten aufgezeichnet und bei der Vorführung abgespielt.
Den „Zweck des Otto-Tonfilmes“ erklärte Löwenstein, der unter Vermeidung seines Nachnamens immer nur als ‚Hans Otto‘ firmierte, programmatisch in einer ganzseitigen Anzeige, die er im Namen der „Eaglewerke Wien, Hans Otto, Robert Garai“ in das österreichische Fachblatt Das Kino-Journal am 19. Oktober 1929 einrückte. Darin heißt es:

„Allen, auch den mittleren und kleineren Kinos, gute Tonfilmaufführungen zu ermöglichen, einen international praktischen Tonfilm zu schaffen, stumme Filme einwandfrei synchronisieren zu können, war der Zweck unserer vielmonatigen schweren Arbeit.“

Die Otto-Tonfilm-Apparatur wurde hergestellt von den Eagle-Radiowerken Wien unter Leitung von Ing. Z. Dezsö und L. Marchfeld.
Den Weltvertrieb hatte Robert Garai, Wien VII., Lindengasse 53.
Ein Aufsatz in Das Kino-Journal am 9. Oktober 1929, gezeichnet „H. Schn.“, stellt ausführlich den „Otto-Ton“, die Wiener Erstaufführungen sowie „Wesen, Zusammensetzung und Bedeutung des Ersten Wiener Tonfilmprogrammes“ dar.
Ähnlich wie die Amerikaner mit ihrem (allerdings lichtton-basierten) Movietone-System stellte er damit zunächst Filme her, die lediglich eine orchestrale Musikbegleitung, aber noch keine Dialoge hatten. Das Hauptaugenmerk lag hierbei auf der Synchronisierung von (Grammophon-)Musik und Filmhandlung.
So entstanden die ersten österreichischen Nadeltonfilme „G’schichten aus der Steiermark“ und „Ruhiges Heim“, die Ende August 1929 im Grazer Ringkino uraufgeführt wurden.
In den Ohren eines Berichterstatters klangen sie „überraschend naturgetreu“ (Offenthaler).
Den ersten österreichischen ‚Sprech- und Tonfilm‘ mit Dialogen und Gesang produzierte Löwenstein aber schon im Jahr darauf.
Bei „Stürmisch die Nacht“ (1930), dessen Titel ein verkürztes Zitat aus dem beliebten Lied Asleep in the Deep (in Deutschland unter dem Titel „Seemannslos“ bekannt) ist, führte Curt Blachnitzky Regie, Löwenstein hatte als „Hans Otto“ die Produktionsleitung. Darin konnte man Maria Ney und Walter Jankuhn singen hören, begleitet von Charly Gaudriot und seinem Wiener Jazzorchester.
Der Film wurde allerdings nicht mehr mit Löwensteins ‚Otto-Ton‘, sondern mit dem weiter entwickelten Lichtton-System „Selenophon“ vertont, kam aber noch in Kopien für Licht- und Nadelton in den Verleih.
In Wien wurde er mutmaßlich noch 1930, in Berlin erst am 5. April 1931 aufgeführt.
Die „Ottoton“ wie die „Trianon / Wien“ ging im Folgenden in der „Selenophon“-Licht- und Tonbildgesellschaft m.b.H. auf.
Abbildungen:
- Photo von Hans Otto Löwenstein in Uniform.
- Photo aus Mein Film Nr. 239 (1930), S. 3, mit dem Mitarbeiterstab des Tonfilms “Stürmisch die Nacht” von Hans Otto Löwenstein (im Bild rechts vorne).
- Titelseite des Illustrierten Film-Kurier zu „Stürmisch die Nacht“ (1930)
- Seite im Illustrierten Film-Kurier mit den credits zu „Stürmisch die Nacht“ (1930)
- Foto von den Aufnahmen zu "Stürmisch die Nacht" (1930)